# Magoo's Puddle Jumper
Pour plus de détails, voir Fiche technique et Distribution.
Magoo's Puddle Jumper est un film d'animation américain réalisé par Pete Burness et sorti en 1956.
Il a remporté l'Oscar du meilleur court métrage d'animation en 1957.

## Fiche technique
- Réalisation : Pete Burness
- Scénario : Dick Shaw
- Producteur : Stephen Bosustow
- Animation : Rudy Larriva, Barney Posner, Cecil Surry et Gil Turner
- Société de production : UPA
- Musique : Dean Elliott
- Durée : 6 minutes
- Date de sortie : 
  - États-Unis : 26 juillet 1956

## Distribution
- Jim Backus : Mr Magoo
- Daws Butler : Waldo

## Distinctions
- 1957 : Oscar du meilleur court métrage d'animation[1]